# Knútur
Knútur (også kaldet Knúkur) er det højeste fjeld på øen Skúvoy på Færøerne. Det ligger på vestsiden af øen og falder 392 meter lodret ned mod Atlanterhavet. Det er en meter højere end øens næsthøjeste fjeld Heyggjurin Mikli.